# 桥溪口站
桥溪口站是位于重庆市江津区桥溪口的一个铁路车站，邮政编码402271。车站建于1947年，有川黔铁路经过该站，现仅办理货运业务，不办理客运业务，车站及其上下行区间均已电气化。车站距离重庆站84公里，隶属成都铁路局，是四等站。